# رئيس زنجبار
رئيس زنجبار (السواحيلية: Rais wa Zanzibar) هو رئيس الحكومة الثورية في زنجبار، وهي حكومة شبه مستقلة داخل تنزانيا. الرئيس الحالي هو حسين مويني. الرئيس هو أيضا رئيس المجلس الثوري، الذي يتم تعيين أعضائه من قبل الرئيس، ويجب اختيار بعضهم من مجلس النواب.
يتم انتخاب الرئيس بالأغلبية. مدة الرئاسة خمس سنوات، ولا يجوز إعادة انتخاب المرشح إلا مرة واحدة.
بعد ثورة زنجبار في عام 1964، أصبح عبيد كرومي أول رئيس لزنجبار، كزعيم للحزب الأفرو شيرازي.

## قائمة رؤساء زنجبار

### رئيسجمهورية زنجبار الشعبية
| No. | صورة | الاسم (الميلاد–الوفاة) | انتخب | مدة المنصب    | مدة المنصب    | مدة المنصب      | حزب سياسي      | رئيس الوزراء |
| No. | صورة | الاسم (الميلاد–الوفاة) | انتخب | تولى منصبه    | ترك المكتب    | الوقت في المكتب | حزب سياسي      | رئيس الوزراء |
| --- | ---- | ---------------------- | ----- | ------------- | ------------- | --------------- | -------------- | ------------ |
| 1   |      | عبيد كرومي (1905–1972) | –     | 12 يناير 1964 | 26 أبريل 1964 | 105 أيام        | حزب أفروشيرازي | هانجا        |

### رؤساء حكومة زنجبار الثورية
| No. | صورة               | الاسم (الميلاد–الوفاة)           | انتخب       | مدة المنصب     | مدة المنصب                   | مدة المنصب         | حزب سياسي         | رئيس الوزراء        |
| No. | صورة               | الاسم (الميلاد–الوفاة)           | انتخب       | تولى منصبه     | ترك المكتب                   | الوقت في المكتب    | حزب سياسي         | رئيس الوزراء        |
| --- | ------------------ | -------------------------------- | ----------- | -------------- | ---------------------------- | ------------------ | ----------------- | ------------------- |
| 1   |                    | عبيد كرومي (1905–1972)           | –           | 26 أبريل 1964  | 7 أبريل 1972 (assassinated.) | 7 سنوات و347 أيام  | حزب أفروشيرازي    | Position abolished  |
| 2   |                    | Aboud Jumbe (1920–2016)          | –           | 7 أبريل 1972   | 30 يناير 1984                | 11 سنوات و298 أيام | حزب أفروشيرازي    | Position abolished  |
|     | 1980               | Aboud Jumbe (1920–2016)          | حزب الثورة ‏ | 7 أبريل 1972   | 30 يناير 1984                | 11 سنوات و298 أيام | Baki              |                     |
| 3   |                    | علي حسن مويني (2024-1925)        | حزب الثورة ‏ | 1984           | 30 يناير 1984                | 24 أكتوبر 1985     | 1 سنة و267 أيام   | سيف شريف حمد        |
| 4   |                    | إدريس عبد الوكيل (1925–2000)     | حزب الثورة ‏ | 1985           | 24 أكتوبر 1985               | 25 أكتوبر 1990     | 5 سنوات و1 يوم    | Hamad عمر علي جمعة  |
| 5   |                    | سلمين عمور (مواليد 1948)         | حزب الثورة ‏ | 1990 1995      | 25 أكتوبر 1990               | 8 نوفمبر 2000      | 10 سنوات و14 أيام | Juma محمد غريب بلال |
| 6   |                    | Amani Abeid Karume (مواليد 1948) | حزب الثورة ‏ | 2000 2005      | 8 نوفمبر 2000                | 3 نوفمبر 2010      | 9 سنوات و360 أيام | Bilal ناهودها       |
| 7   |                    | علي محمد شين (مواليد 1948)       | حزب الثورة ‏ | 2010 2015 2016 | 3 نوفمبر 2010                | 3 نوفمبر 2020      | 10 سنوات          | Nahodha             |
| 7   | Position abolished | علي محمد شين (مواليد 1948)       | حزب الثورة ‏ | 2010 2015 2016 | 3 نوفمبر 2010                | 3 نوفمبر 2020      | 10 سنوات          |                     |
| 8   |                    | حسين مويني (مواليد 1966)         | حزب الثورة ‏ | 2020           | 3 نوفمبر 2020                | Incumbent          | 4 سنوات و128 أيام |                     |